# Birgitte Husebye
Birgitte Husebye, född den 25 oktober 1973, är en norsk orienterare som blev världsmästarinna i stafett 1999 samt tog VM-brons i stafett 2001, 2003 och 2004. Hon blev europamästarinna i stafett 2000 samt nordisk mästarinna i stafett 2001, tog NM-silver i stafett 1999 samt NM-brons i stafett 2003.